# گئورگه برچانو
گئورگه برچانو (رومانیایی: Gheorghe Berceanu؛ زادهٔ ۲۸ دسامبر ۱۹۴۹) کشتی‌گیر اهل رومانی بود.
وی در مسابقات کشوری و بین‌المللی در مجموع برندهٔ ۶ مدال طلا، ۲ مدال نقره شده‌است.